# Мэтти, Джайлс
Джайлс Инграм Мэтти (англ. Giles Ingram Matthey; род. 11 ноября 1987) — британо-австралийский актёр, наиболее известный по ролям Клода Крейна в сериале HBO «Настоящая кровь», Морфея/Гидеона в сериале ABC «Однажды в сказке» и Джордана Рида в сериале FOX «24 часа: Проживи ещё один день».

## Ранняя жизнь и образование
Джайлс Мэтти родился в Австралии, в семье британца и австралийки. Он переехал в Лондон вместе со своей семьёй в возрасте 2 лет. У него есть младшая сестра Арабелла. Он заинтересовался актёрством будучи подростком и в конечном итоге переехал в Нью-Йорк. В США он окончил двухгодичную программу консерватории в Институте театра и кино Ли Страсберга.

## Карьера
Первая актёрская работа Мэтти была в сериале «Хорошая жена» в 2011 году. В 2012 году его взяли на роль Клода Крейна в сериале HBO «Настоящая кровь». Мэтти появился в девяти эпизодах с 2012 по 2013 гг. У него также была вспомогательная роль главного дизайнера Apple Джонатана Айва в фильме «Джобс: Империя соблазна», а также главная роль в независимом фильме 2014 года «Бульвар» вместе с Робином Уильямсом. В 2014 году его взяли на роль аналитика разведки ЦРУ Джордана Рида в мини-сериале FOX «24 часа: Проживи ещё один день».
Он также появился в драматическом сериале CBS «Морская полиция: Спецотдел», исполнив роль Дэниела Бадда, молодого человека, который является лидером террористической группировки, «Calling». Мэтти перестал исполнять эту роль, когда его персонаж умер в премьерном эпизоде 13 сезона, когда Бадду выстрелил в голову спецагент Энтони Диноззо в исполнении Майкла Уэзерли. Он получил повторяющуюся роль в шестом сезоне фэнтезийного драматического сериала «Однажды в сказке», сыграв повзрослевшую версию новорождённого сына Белль и Румпельштильцхена, Гидеона.

## Фильмография

### Фильмы
| Год  | Название                | Ориг. название         | Роль            |
| ---- | ----------------------- | ---------------------- | --------------- |
| 2013 | Джобс: Империя соблазна | Jobs                   | Джонатан Айв    |
| 2013 | Охотник                 | Hunter                 | Картер          |
| 2014 | Бульвар                 | Boulevard              | Эдди            |
| 2016 | Под водой               | Submerged              | Тодд            |
| 2016 | Дуэль                   | The Duel               | Джон            |
| 2019 | Ад по соседству         | 1BR                    | Брайан          |
| 2019 | Ford против Ferrari     | Ford v Ferrari         | Лэнс Ревентлоу  |
| 2023 | Приглашение на yбийство | Invitation to a Murder | Филип Армстронг |

### Телевидение
| Год     | Название                       | Ориг. название       | Роль        | Примечания                                |
| ------- | ------------------------------ | -------------------- | ----------- | ----------------------------------------- |
| 2011    | Хорошая жена                   | The Good Wife        | Дик Андерс  | Эпизод: «Государственные дела»            |
| 2012-13 | Настоящая кровь                | True Blood           | Клод Крейн  | 9 эпизодов                                |
| 2014    | 24 часа: Проживи ещё один день | 24: Live Another Day | Джордан Рид | 9 эпизодов                                |
| 2015    | Морская полиция: Спецотдел     | NCIS                 | Дэниел Бадд | 3 эпизода                                 |
| 2016-17 | Однажды в сказке               | Once Upon a Time     | Гидеон      | 14 эпизодов                               |
| 2022    | Первобытный                    | Primal               | Блейкли     | Эпизод: «Первоначальная теория» (озвучка) |